# Incendio de la torre Grenfell
El incendio de la Torre Grenfell ocurrió en las primeras horas del 14 de junio de 2017 en un edificio de viviendas sociales de 120 apartamentos distribuidos en 24 plantas, situado en el distrito de North Kensington en Londres (Reino Unido). Con un balance de 72 muertos,fue el incendio estructural más mortífero en ese país desde el desastre de la plataforma petrolera Piper Alpha en 1988 y el peor incendio residencial en el Reino Unido desde los bombardeos alemanes de la Segunda Guerra Mundial.
Se inició por un fallo eléctrico en un frigorífico de una vivienda en la cuarta planta, que se propagó rápidamente por el exterior del edificio, llevando las llamas y el humo a todas las plantas residenciales, acelerado por el revestimiento compuesto de aluminio y el aislamiento exterior, peligrosamente combustibles, con un espacio de aire entre ellos que permitía el efecto chimenea.
Desde que ocurrió, muchas personas han criticado la gestión del edificio, considerada negligente, principalmente por tratarse de alojamiento social, siendo que las alertas sobre el peligro de incendios se ignoraron durante años.Los expertos cuestionaron el revestimiento del edificio, colocado en 2015, pues contenía polietileno, lo que podría explicar la rapidez con que se propagó el fuego. Según el diario The Times, la utilización de ese tipo de revestimiento está prohibida en Estados Unidos para los edificios de más de 12 metros de altura.
La primera ministra británica Theresa May anunció que dispondría de 5 millones de libras esterlinas (unos 5,7 millones de euros) para ayuda de emergencia a las víctimas del incendio en Londres. El 17 de junio, la reina Isabel II del Reino Unido participó en el minuto de silencio en el palacio de Buckingham en memoria de las víctimas del incendio acompañada por su marido, el duque de Edimburgo.

## Torre

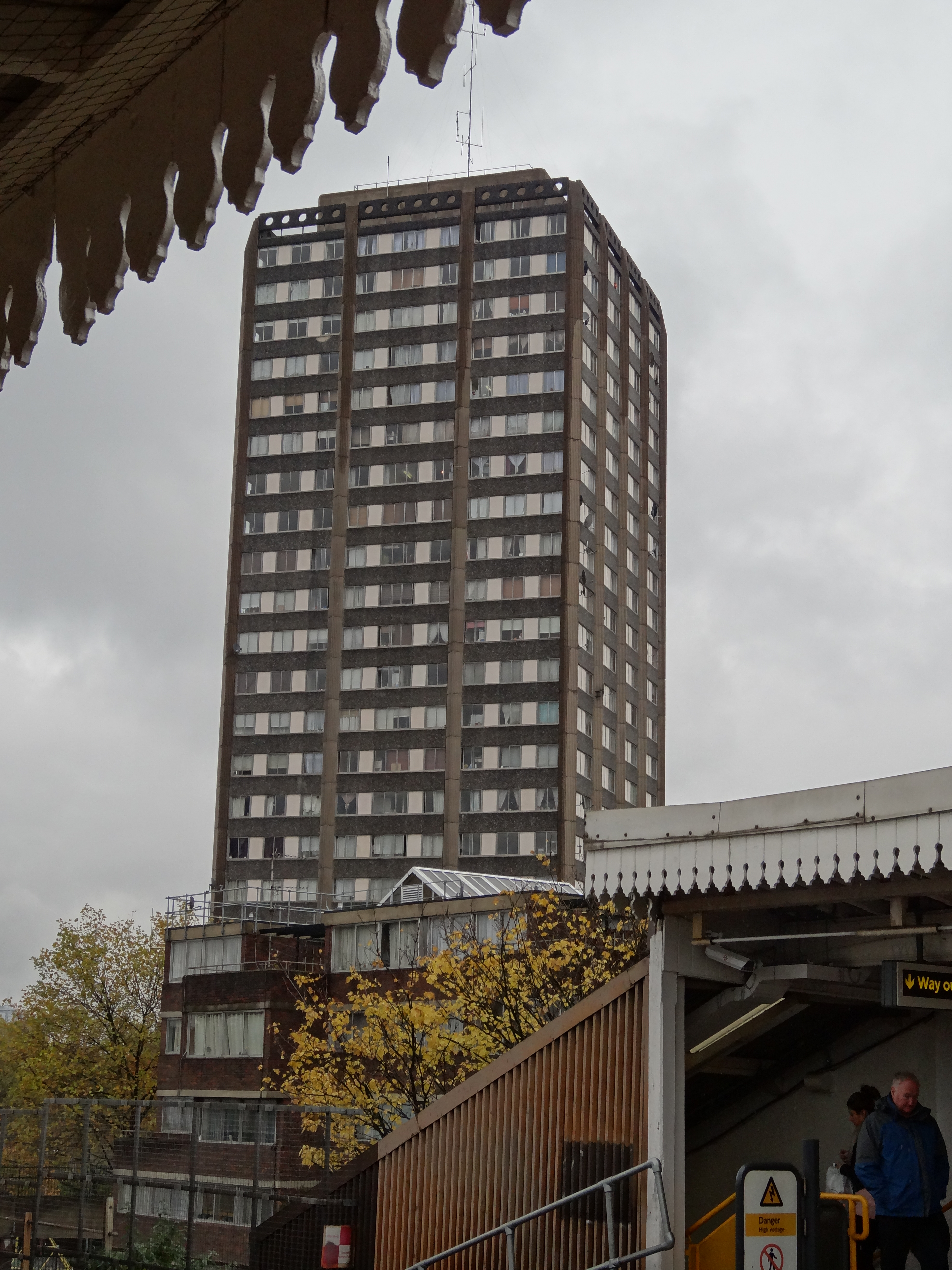
Torre Grenfell en 2012 antes de la renovación.

La Torre Grenfell está situada en Kensington del norte, en el área occidental de Londres interior (Inner Londres), en un complejo de apartamentos de la clase trabajadora principalmente rodeado por los vecindarios afluentes, en el municipio real de Kensington y Chelsea (RBKC). La torre, hogar de una población diversa de muchas nacionalidades, etnias y creencias, fue administrada por el Kensington and Chelsea Tenant Management Organization (KCTMO), la organización de gestión de inquilinos más grande (TMO) en Inglaterra, que es responsable de la gestión de casi 10.000 propiedades en la ciudad. La KCTMO tiene una junta que comprende ocho residentes (arrendatarios o arrendatarios), cuatro miembros designados por el consejo y tres miembros independientes.

## Construcción
El bloque de la torre de 24 pisos fue diseñado en 1967 en el estilo brutalista de la época por Clifford Wearden y Asociados, con el consejo que aprueba su construcción en 1970 como parte de la fase uno del proyecto de reconstrucción de Lancaster West.
La construcción realizada por los contratistas A E Symes, de Leyton, Londres, comenzó en 1972 bajo el sistema de vivienda del consejo siendo terminado en 1974. El edificio, de 67 metros de altura, contenía 120 apartamentos de uno y dos dormitorios (seis viviendas por piso en veinte de los veinticuatro pisos, y las otras cuatro se utilizaban para fines no residenciales), viviendo en la torre hasta 600 personas, y fue renovado en 2015-16. Al igual que muchos otros edificios de gran altura en el Reino Unido, la torre tenía solo una escalera —a diferencia de muchos otros países— ya que en la regulación británica este tipo de construcciones no requieren de una segunda escalera.

## Renovación
Los planes para la renovación de la torre fueron publicados en 2012. Supervisada por Studio E Architects, La renovación costó 8,7 millones de £ ,  realizada por Rydon Ltd, de Forest Row, East Sussex en conjunto con Artelia para la administración de contratos y Max Fordham como consultores mecánicos y eléctricos especializados. Completado en 2016. Como parte del proyecto, en 2015-2016, la estructura de hormigón recibió nuevas ventanas y nuevos revestimientos de aluminio compuesto, en parte para mejorar la apariencia del edificio.
Se utilizaron dos tipos: el Reynobond de Arconic, que consta de dos láminas de aluminio recubiertas con bobinas que están unidas por fusión a ambos lados de un núcleo de polietileno; y Reynolux. Debajo de éstos, y fijado al exterior de las paredes de los planos, era Celotex RS5000 PIR aislamiento térmico. El trabajo fue realizado por las fachadas de Harley de Crowborough, Sussex del este, en un costo de 2.6 millones de £.

## Incendio

### Incendio inicial (00:50-01:15)

Cronología de la catástrofe (en inglés)

El incendio comenzó en la madrugada del miércoles 14 de junio de 2017, en torno a las 00:50 BST (UTC+1), cuando se incendió un frigorífico-congelador en el piso 16, situado en la cuarta planta. El residente del piso, Behailu Kebede, se despertó por una alarma de humo. Tras entrar en la cocina y descubrir que el frigorífico echaba humo, alertó a sus inquilinos y vecinos y llamó a los bomberos a las 00:54, Los dos primeros camiones de bomberos del Servicio de bomberos de Londres (LFB) llegaron seis minutos más tarde. El comandante inicial del incidente dijo que el fuego era visible en ese momento como un "resplandor" en la ventana. También se enviaron otras dos autobombas. A los residentes de la torre que llamaron a los bomberos se les dijo que permanecieran en sus pisos a menos que se vieran afectados, que es la política habitual en los incendios de rascacielos ya que cada piso debe estar protegido de sus vecinos. Debido también a esta política, el edificio carecía de alarma central contra incendios.
Después de que la mayoría de los bomberos entraran en el edificio, se estableció una cabeza de puente (base de operaciones interna) en el segundo piso, conectando mangueras al tubo ascendente seco. Entraron por primera vez en el piso 16 a las 01.07 horas. Pasaron otros siete minutos antes de que empezaran a atajar el incendio de la cocina. Aproximadamente a las 01:08, el fuego comenzó a penetrar en el marco de la ventana y en pocos minutos prendió fuego a los paneles de revestimiento circundantes. En vista de ello, el comandante del incidente solicitó otras dos bombas y un aparato aéreo a las 01:13, lo que también provocó el envío de más oficiales superiores, una unidad de investigación de incendios y dos vehículos de mando. Se pidió a otro bombero que intentara evitar que se propagara con un chorro de agua, aunque este chorro no podía llegar más arriba del cuarto piso y, debido al temor de provocar una peligrosa acumulación de vapor en el interior, no se dirigió directamente a la ventana.

### Rápida propagación hacia arriba (01:15-01:30)

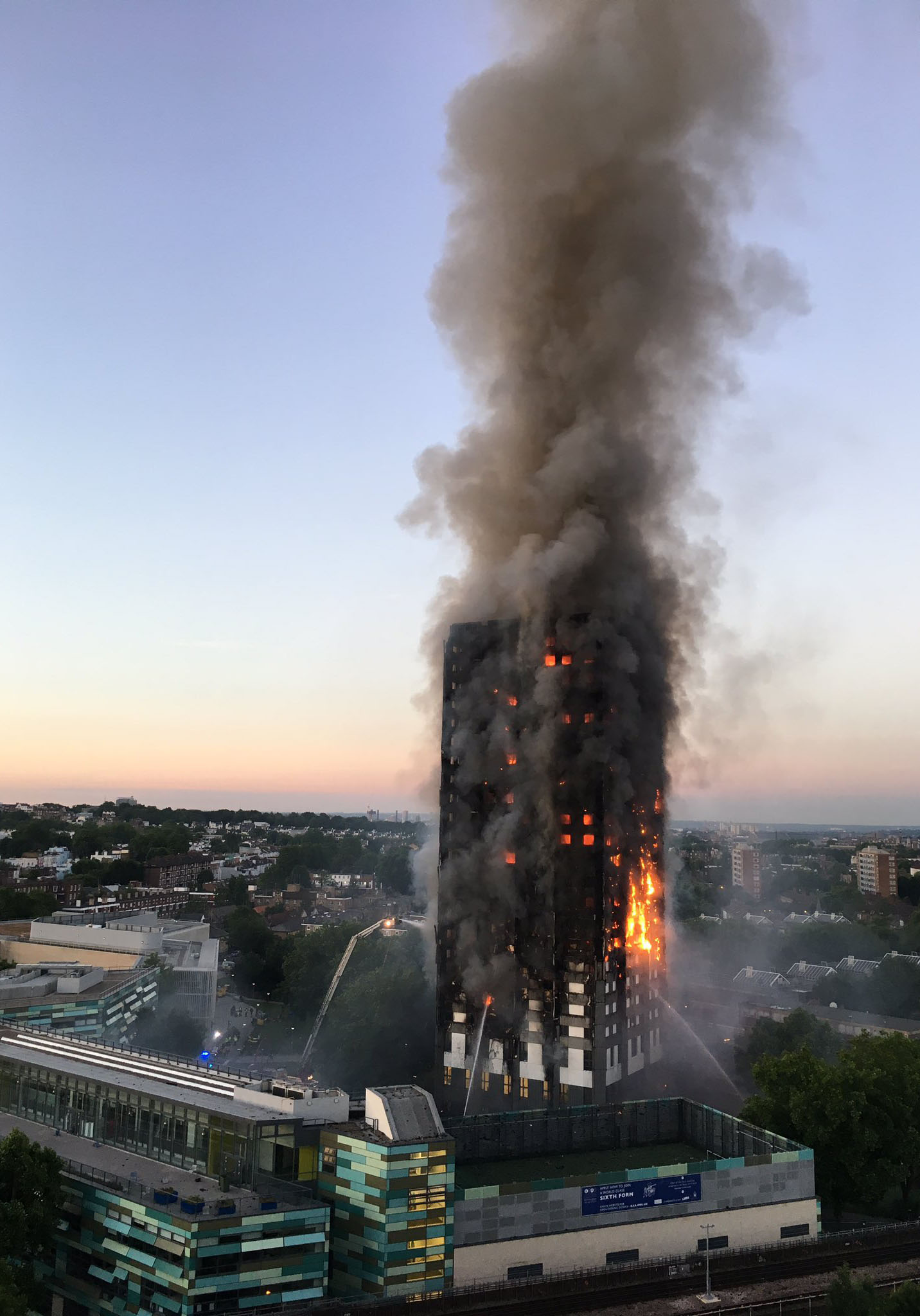
Incendio en la Torre Grenfell.

Cuando los bomberos empezaron a extinguir el incendio de la cocina, una columna de llamas avanzaba rápidamente por el lateral del edificio. A las 01:15, un bombero descubrió humo en el piso 26 (justo encima del piso 16), otro descubrió residentes que habían huido del humo en los pisos quinto y sexto, y en el exterior empezaron a caer grandes cantidades de escombros de la fachada en llamas. Las llamas se propagaron por el lateral a una "velocidad aterradora". Los intentos de combatir el fuego con un chorro externo fueron infructuosos, ya que en su mayor parte ardía detrás de la pantalla impermeable. A la 01:30, una columna de llamas ascendente había alcanzado el tejado y el fuego crecía fuera de control. El fuego en el exterior este se propagó lateralmente y llevó el humo y las llamas a varios pisos.
A la 01:18, 34 de los 293 residentes habían escapado, La fase de mayor actividad de evacuación se produjo entre la 01:18 y la 01:38, cuando escaparon 110 personas muchas de ellas despertadas por sus alarmas de humo cuando el humo entró en su piso. Debido al Ramadán, muchos residentes musulmanes estaban despiertos para la comida del suhur antes del amanecer, lo que les permitió alertar a los vecinos.
LFB intensificó rápidamente su respuesta durante este periodo de tiempo. El número de bombas presentes pasó de seis a ocho a la 01:19, con el envío de una unidad especializada en rescate de incendios, un portador de equipo de respiración a granel y una unidad de control de daños. A las 01:24 se elevó el número de bombas a 10, y a las 01:27 a 15, junto con una segunda plataforma aérea. Dos minutos más tarde, se movilizaron dos unidades más de bomberos y dos de rescate, y a las 01:35 se llegó a 25, lo que también provocó el envío de un subcomisario. Dany Cotton, comisario de la Brigada de Bomberos de Londres, también recibió una llamada y comenzó a desplazarse al lugar desde su casa en Kent. La Policía Metropolitana de Londres (MPS) recibió una llamada a las 01:24 para controlar a la multitud que se congregaba en el exterior. Cinco minutos más tarde, el Servicio de Ambulancias de Londres también recibió una llamada.

### Residentes atrapados y misiones de rescate (01:30-02:04)

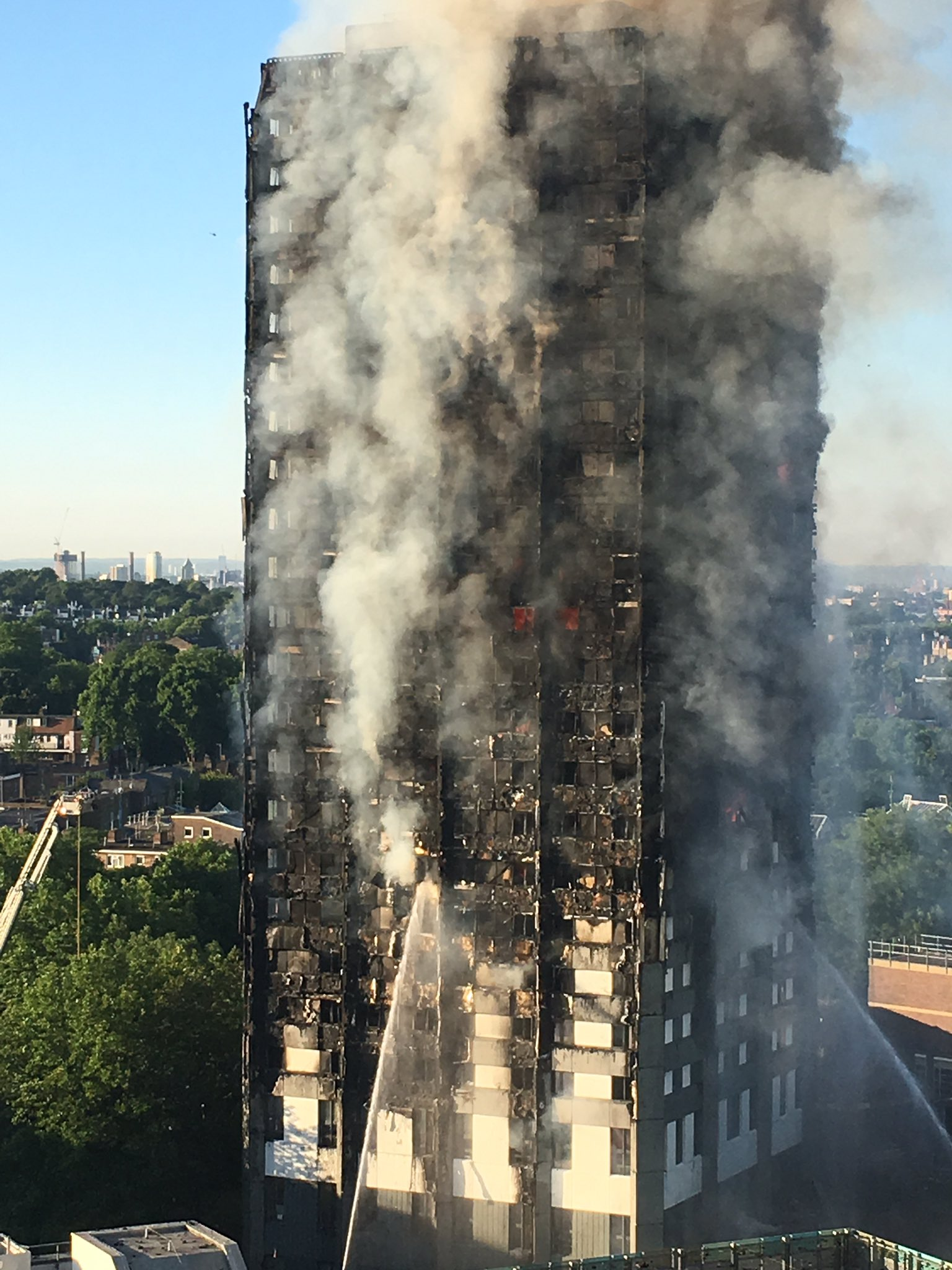
La Torre Grenfell en la madrugada del 14 de junio. El revestimiento quemado es visible en el exterior del edificio.

Debido a que las puertas cortafuegos no se cerraron ni sellaron correctamente, el humo comenzó a extenderse desde los pisos afectados a los vestíbulos. A la 01:33, LFB estaba recibiendo llamadas de residentes que informaban de que se encontraban atrapados en sus pisos. En algún momento entre la 01:30 y la 01:40, el humo comenzó a entrar en el hueco de la escalera. La investigación estimó más tarde que, a pesar de ello, las escaleras siguieron siendo transitables durante más de media hora. El ritmo de evacuación se ralentizó, y 20 personas escaparon entre la 01:38 y la 01:58. Más de la mitad de los que seguían atrapados a la 01:58 murieron, mientras que 48 fueron rescatados entre la 01:58 y las 03:58. El fuego siguió propagándose lateralmente por el exterior, y a la 01:42 había alcanzado el lado norte.
Los agentes del LFB recogieron información de los residentes atrapados y la transmitieron a la unidad de mando del LFB que estaba aparcada en el exterior. La comunicación por radio resultó difícil debido al ruido, al volumen de las conversaciones y posiblemente a la estructura de hormigón del edificio. En su lugar, se escribieron los detalles de los residentes atrapados en trozos de papel que fueron transportados por corredores desde la unidad de mando hasta la cabeza de puente en el segundo piso. En la cabeza de puente, a los bomberos que llegaban se les asignaban los pisos a los que debían ir y se les informaba de a quién debían rescatar. Se ponían los equipos de respiración y se dirigían al piso para buscar a sus residentes.
Los bomberos se encontraron con un humo espeso, una visibilidad nula y un calor extremo cuando subieron por encima del cuarto piso.  Además, algunos residentes se habían trasladado de lugar para escapar del humo. Tres bomberos que fueron a rescatar a una niña de 12 años en el piso 20 no pudieron encontrarla. Sin que ellos lo supieran, la niña se había trasladado a un piso de la planta 23, estaba hablando por teléfono con un operador de control que no sabía lo que estaban haciendo los bomberos y murió allí. Otros dos bomberos fueron enviados a un piso de la planta 14 con un único residente, donde encontraron a 8 personas (cuatro de las cuales acabaron escapando).

### Se declara incidente grave (02:04-04:00)

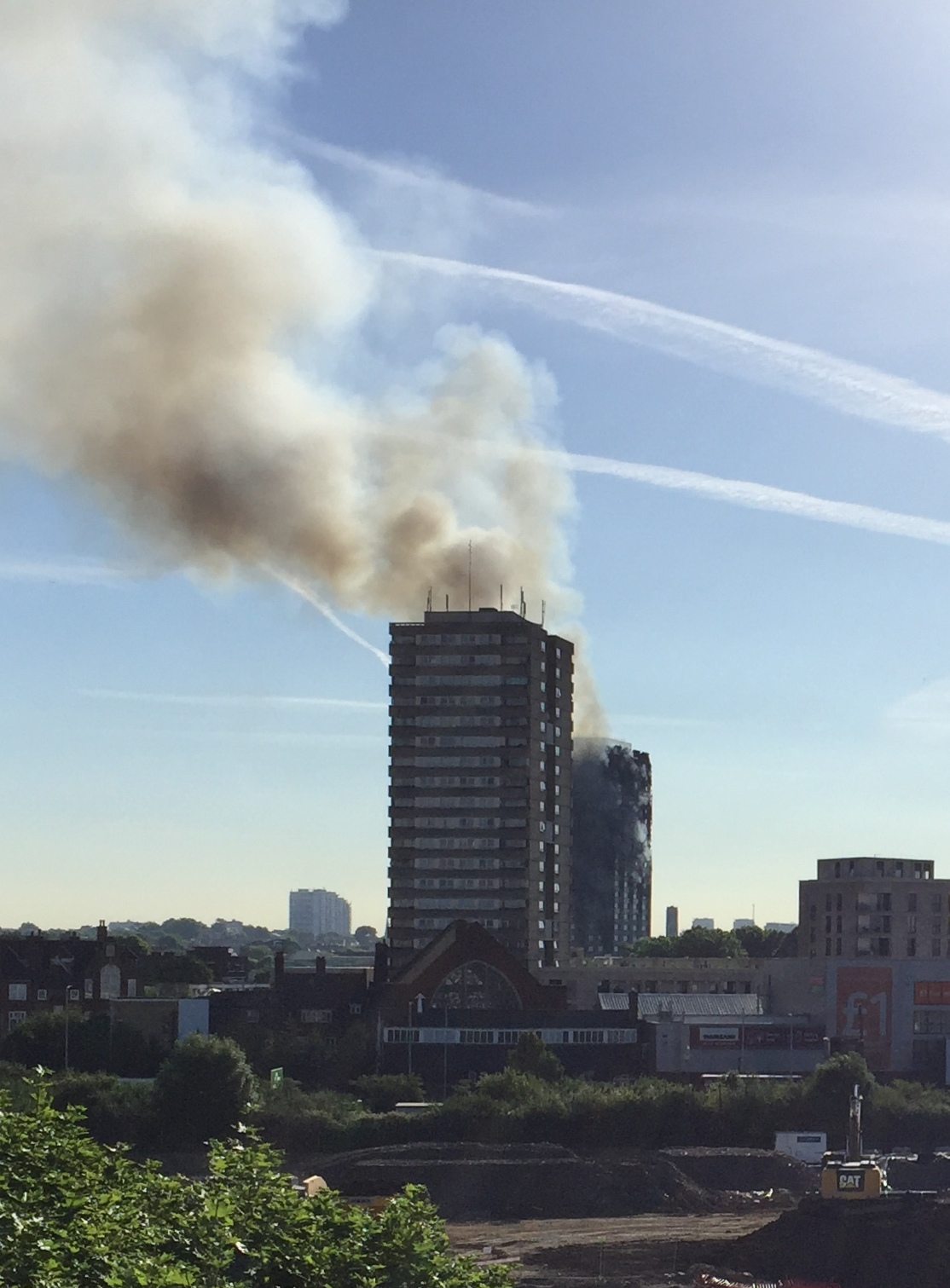
En la mañana todavía era visible el humo en la edificación.

A medida que el fuego se extendía rápidamente por el edificio, los testigos que se encontraban en el lugar informaron de que habían visto a residentes atrapados encendiendo y apagando las luces de sus pisos o haciendo señas desde las ventanas para pedir ayuda, a algunos con niños en brazos, así como de que habían oído a residentes gritar desde todos los lados de la torre. Testigos presenciales declararon haber visto a algunas personas saltar hacia la muerte, y más tarde se descubrió que cuatro víctimas habían muerto por "lesiones consistentes con la caída desde una altura".  Estas muertes fueron clasificadas como "suicidios", a pesar de ser consecuencia directa del incendio. Al menos una persona utilizó mantas anudadas para hacer una cuerda y escapar del edificio en llamas. Se oyeron frecuentes explosiones que, según los informes, procedían de las tuberías de gas del edificio.
Las operaciones en el exterior se vieron obstaculizadas por la caída de escombros, incluidos trozos de revestimiento en llamas. Debido a este peligro, la policía alejó a la multitud del edificio como medida de seguridad. El Grupo de Apoyo Territorial del MPS estuvo presente; además de ser una unidad especializada en la vigilancia del orden público, proporcionó escudos antidisturbios para proteger a los bomberos de la caída de escombros.
Poco después de las 02:00, se declaró un incidente grave y el número de camiones de bomberos pasó de 25 a 40, el número de unidades de rescate aumentó a 10, los vehículos de mando a seis, las plataformas aéreas a cuatro y las unidades de apoyo operativo a dos.  En el transcurso de la operación, 250 bomberos intentaron controlar el incendio, con más de 100 bomberos dentro del edificio en un momento dado. El subcomisario Andrew Roe asumió el mando directo de las operaciones de extinción durante las 11 horas siguientes. En lugar de dirigir directamente las operaciones, el Comisario Cotton actuó como Oficial de Control, supervisando a Roe y proporcionando apoyo moral a los bomberos. Admitió que el LFB había incumplido sus propios protocolos de seguridad al entrar en un gran edificio sin saber si corría peligro de derrumbe estructural. No fue hasta la tarde siguiente cuando los ingenieros estructurales pudieron evaluar la estructura y determinar que no corría peligro de derrumbe.
A las 02:20, el nivel de humo en el hueco de la escalera constituía una amenaza para la vida, aunque algunos supervivientes lograron escapar. A las 02:47 se abandonó la política de "no moverse", que aconsejaba a los residentes de las zonas no afectadas por las llamas que permanecieran allí, en favor de la evacuación general. A partir de ese momento, sólo pudieron escapar 36 residentes más. Los expertos que participaron en la posterior investigación de la catástrofe afirmaron posteriormente que la política de "no moverse" debería haberse descartado una hora y veinte minutos antes de lo que finalmente se hizo.

### Rescates finales (04:00-08:07)

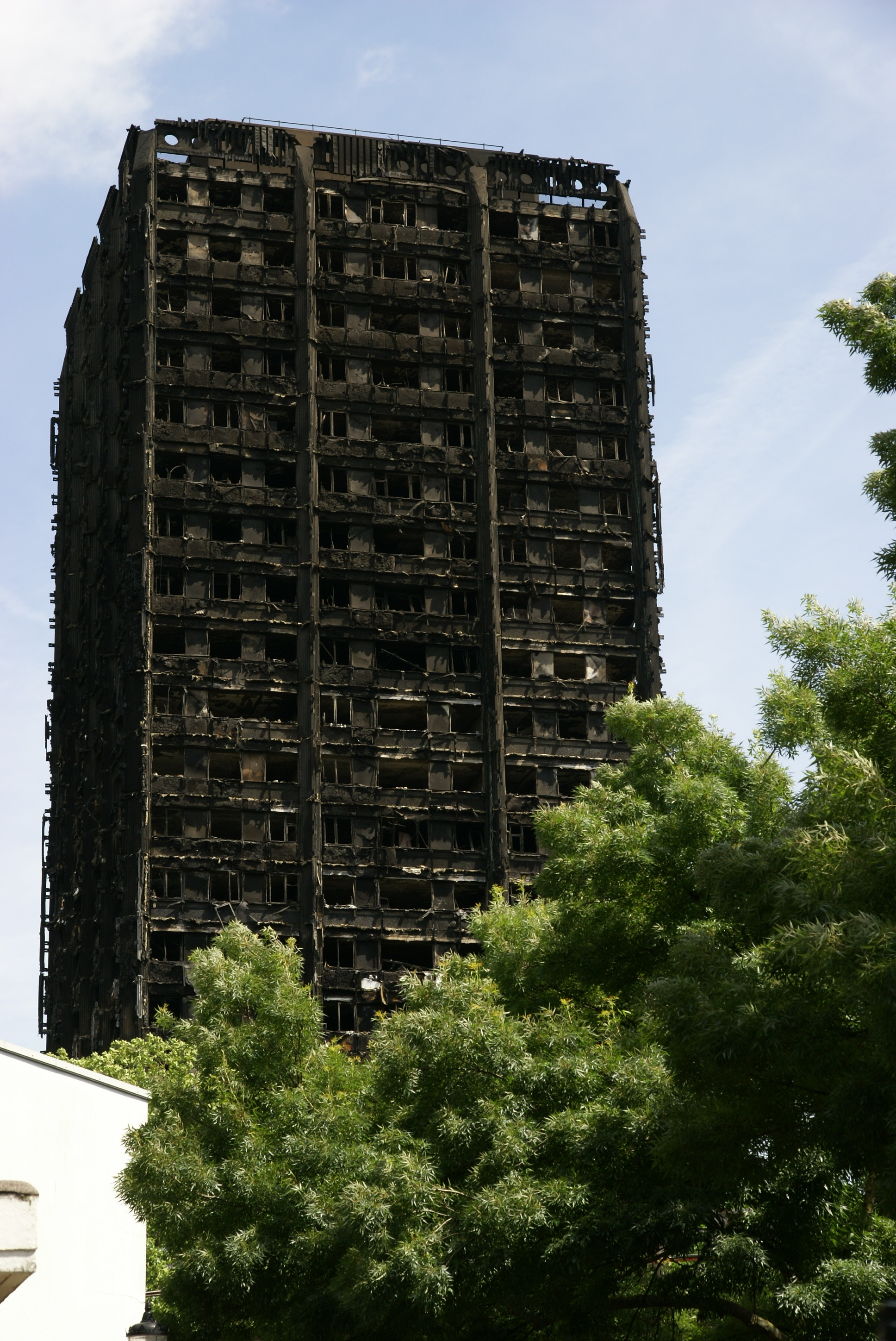
La torre Grenfell dos días después.

Al amanecer, los bomberos seguían ocupados luchando contra el fuego e intentando rescates en el interior. A las 04:14, la policía se dirigió a la gran multitud de curiosos y les ordenó urgentemente que se pusieran en contacto con cualquier persona que conocieran y que estuviera atrapada en el edificio -si podían localizarla por teléfono o Twitter- para decirles que debían intentar autoevacuarse y no esperar a los bomberos.  A las 04:44, todos los lados del edificio se habían visto afectados.
Sólo se produjeron dos rescates más: un residente fue rescatado a las 06:05 y el último fue rescatado a las 08:07. Los bomberos rescataron a todos los residentes restantes hasta el piso 10 y a todos menos dos hasta el piso 12, pero ninguno llegó más arriba del piso 20 durante este tiempo; sólo dos personas escaparon de los dos pisos más altos.

### Incendio residual (08:07 - 16 de junio)
En una rueda de prensa celebrada en la tarde del 14 de junio, la LFB informó de que los bomberos habían rescatado a 65 personas del edificio y habían llegado a las 24 plantas. El NHS confirmó que 74 personas se encontraban en seis hospitales de Londres, 20 de ellas en estado crítico.
El fuego continuó ardiendo en las plantas superiores de la torre. No se controló hasta la 01:14 del 15 de junio y los bomberos seguían apagando los focos de fuego cuando la brigada emitió una actualización el 16 de junio. Los bomberos también utilizaron un dron para inspeccionar el edificio y buscar víctimas.  El incendio se declaró extinguido en la tarde del 16 de junio.

## Demolición

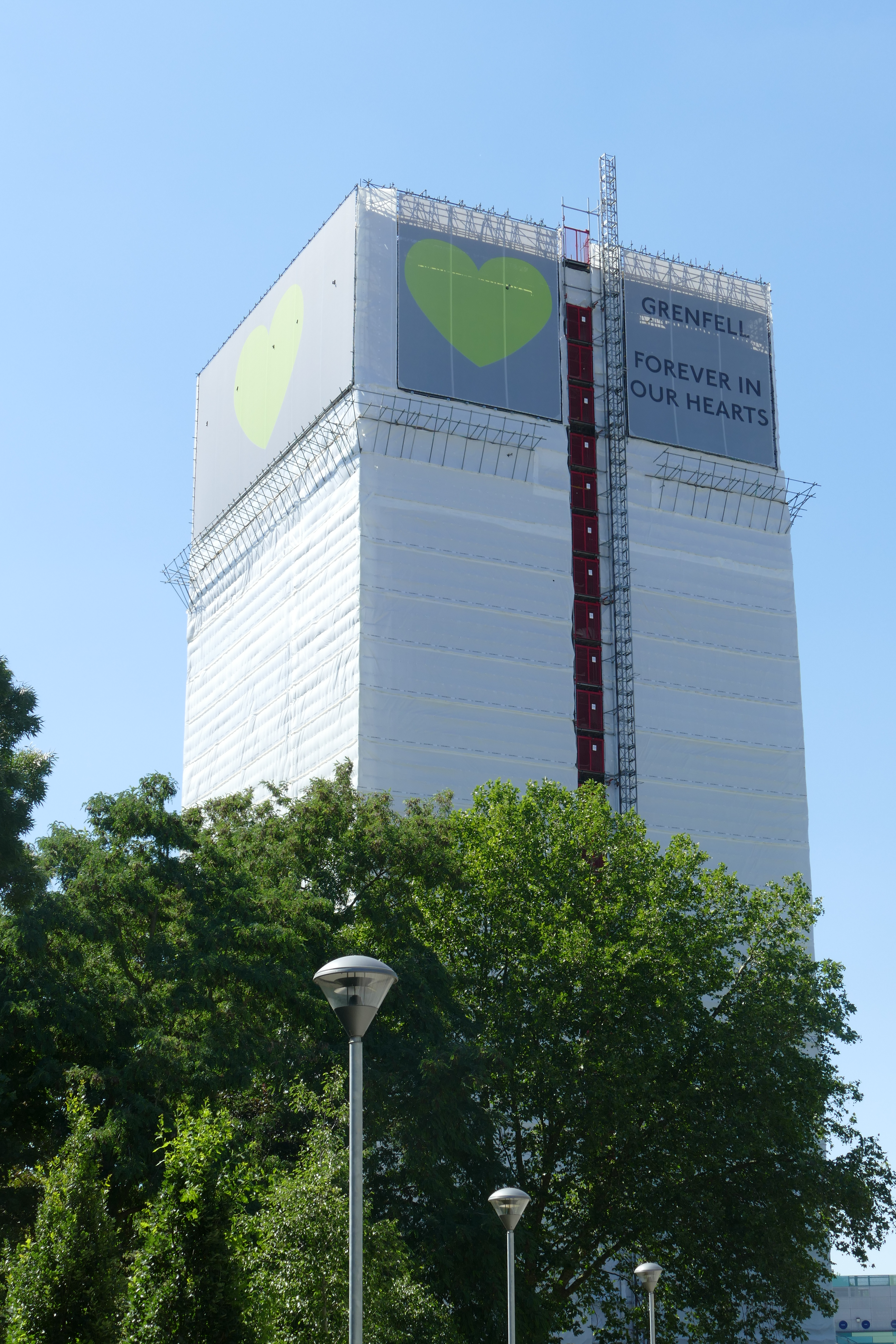
Torre Grenfell cubierta de andamios y envolturas protectoras en mayo de 2018.

El director de las obras de la Torre Grenfell, Michael Lockwood, explicó en una reunión pública celebrada el 26 de julio de 2017 que el edificio se cubriría con una envoltura protectora sostenida por andamios. Esto es para proteger las pruebas forenses, pero más tarde permitiría el desmantelamiento del edificio. Se consultará a la comunidad sobre cómo debe utilizarse el espacio tras la demolición.
En febrero de 2024, la deconstrucción aún no había comenzado, más de seis años después. Los ingenieros estructurales han advertido de que la torre supone un riesgo. El gobierno ha dicho que la torre debe ser "cuidadosamente derribada". Se espera que los planes para el sitio sean publicados por la Comisión Conmemorativa de la Torre Grenfell, establecida en 2018. Lockwood y Thelma Stober fueron elegidos como copresidentes en 2020.
El 5 de febrero de 2025, Angela Rayner, vice primera ministra, informó a los familiares y sobrevivientes de las víctimas que se había tomado la decisión de demoler la Torre Grenfell. Los planes se confirmaron el 7 de febrero de 2025, y se esperaba que el desmantelamiento de la torre durara dos años.

## Causas directas

### Frigorífico
La policía confirmó el 23 de junio que un frigorífico defectuoso había provocado inicialmente el incendio y señaló que se trataba del modelo FF175BP, fabricado por Indesit bajo la marca Hotpoint. Se instó a los propietarios de los modelos FF175BP y FF175BG a que registraran su aparato con el fabricante para recibir actualizaciones. Sesenta y cuatro mil de estos modelos se fabricaron entre marzo de 2006 y julio de 2009, después de lo cual el modelo fue descatalogado. Se desconoce cuántos siguen en uso.
El Departamento de Empresa, Energía y Estrategia Industrial (BEIS) encargó una investigación sobre la seguridad del frigorífico Hotpoint FF175B. Expertos independientes examinaron los restos del aparato recuperados de Grenfell y modelos ejemplares del mismo tipo. Concluyeron que el diseño cumplía todos los requisitos legales de seguridad y que no era necesario retirar el modelo del mercado. La asociación de consumidores Consumers' Association se quejó de que los requisitos legales eran inadecuados.
Los inquilinos se habían quejado en repetidas ocasiones de que las subidas de tensión eléctrica provocaban humo en los electrodomésticos, y una subida de este tipo podría haber incendiado el frigorífico-congelador. El ayuntamiento conocía las quejas y había indemnizado a los inquilinos por los electrodomésticos dañados. Sin embargo, las sobretensiones continuaron. Judith Blakeman, concejala laborista de la localidad, afirma que las sobretensiones afectan a muchos electrodomésticos, incluidos los frigoríficos. Blakeman sostiene que nunca se resolvió la causa de las sobretensiones.
El 27 de noviembre de 2018, las pruebas aportadas a la investigación de la Torre Grenfell por el ingeniero investigador eléctrico J. Duncan Glover sugirieron que en el piso 16 el cableado del relé del compresor del frigorífico no estaba bien ajustado. En su opinión, esto probablemente creó una resistencia eléctrica adicional que provocó el sobrecalentamiento y la ignición del aislamiento de plástico exterior del cable a 90 °C (200 °F). Glover describió el estado de la caja de fusibles tras un cortocircuito en el compresor. Durante el interrogatorio, comparó las normas de seguridad de EE. UU. y el Reino Unido, señalando que la normativa estadounidense exige que la parte trasera del frigorífico sea de acero para ayudar a contener el fuego, mientras que en el Reino Unido sólo se permitía que los frigoríficos tuvieran una parte trasera de plástico.

### Revestimiento exterior y aislamiento

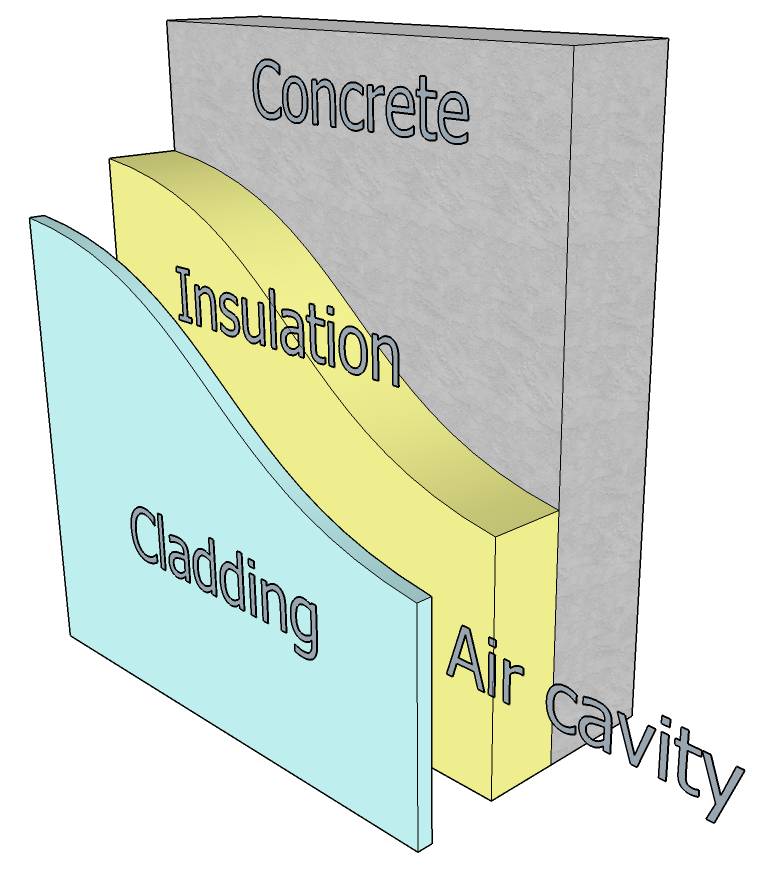
Anatomía del revestimiento de la Torre Grenfell La estructura consta de un revestimiento (cladding) de 3 mm (0,12 pulgadas) (Reynobond PE), una cavidad ventilada (air cavity) de 50 mm (2,0 pulgadas), 150 mm (5,9 pulgadas) de aislamiento (insulation) (Celotex RS5000) y 250 mm (9,8 pulgadas) de hormigón (concrete) existente.

Se cree que la nueva fachada renovada de la torre se construyó de la siguiente manera:
- revestimiento exterior: placas sandwich de aluminio con núcleo de polietileno (3 mm (0,12 pulgadas) cada una)
- un espacio de ventilación estándar (50 mm) entre el revestimiento y el aislamiento posterior
- un aislamiento de placas de espuma de PIR (poliisocianurato) (150 mm) montadas en la fachada existente
- la fachada prefabricada de hormigón armado existente
- nuevas ventanas de doble acristalamiento de tipo y material desconocidos, montadas en el mismo plano vertical que las placas de aislamiento de espuma PIR[59]

Tanto el revestimiento de aluminio-polietileno como las placas aislantes de PIR no superaron las pruebas de seguridad contra incendios realizadas tras el incendio, según la policía.
Anteriormente, en 2014, los expertos en seguridad habían advertido de que el aislamiento previsto solo era adecuado para su uso con revestimientos incombustibles. The Guardian vio un certificado de la organización de inspectores de edificios, Local Authority Building Control (LABC), en el que se indicaba que el aislamiento elegido para la reforma solo debía utilizarse en edificios altos con paneles de fibrocemento, que no arden. Se colocaron paneles combustibles con polietileno sobre un aislamiento conocido como Celotex RS5000, fabricado con poliisocianurato, que arde cuando se calienta y desprende humos tóxicos de cianuro. A pesar de ello, el Royal Borough de Kensington y Chelsea certificó las obras de la torre Grenfell como supuestamente conformes a "las disposiciones pertinentes". Los inspectores de obras del ayuntamiento visitaron el lugar 16 veces entre agosto de 2014 y julio de 2016. En Grenfell también se utilizó Kooltherm, un aislante fenólico. Kooltherm nunca se probó con paneles de aluminio con núcleo de polietileno, según el fabricante. El fabricante, Kingspan, "estaría muy sorprendido si tal sistema ... alguna vez pasara la prueba apropiada a gran escala de la Norma Británica 8414". El certificado LABC de Kooltherm afirma que los productos fenólicos "no cumplen los requisitos de combustibilidad limitada" de la normativa de construcción.
Los materiales combustibles utilizados en la Torre Grenfell eran considerablemente más baratos de lo que habrían sido las alternativas no combustibles. Al parecer, la reforma de la torre Grenfell estuvo sometida a fuertes presiones en materia de costes. En junio de 2017, se afirmó que el equipo del proyecto eligió un revestimiento más barato que supuso un ahorro de 293.368 libras, después de que la Organización de Gestión de Inquilinos de Kensington y Chelsea mencionara en un correo electrónico la necesidad de "buenos costes para Cllr Feilding-Mellen [exvicepresidente del consejo]".
Al parecer, un funcionario de control de edificios del Royal Borough de Kensington y Chelsea aprobó el revestimiento de la Torre Grenfell el 15 de mayo de 2015, aunque había una advertencia a nivel nacional de que el aislamiento combustible utilizado solo debía usarse con revestimientos que no ardieran.

### Revestimiento de aluminio-polietileno

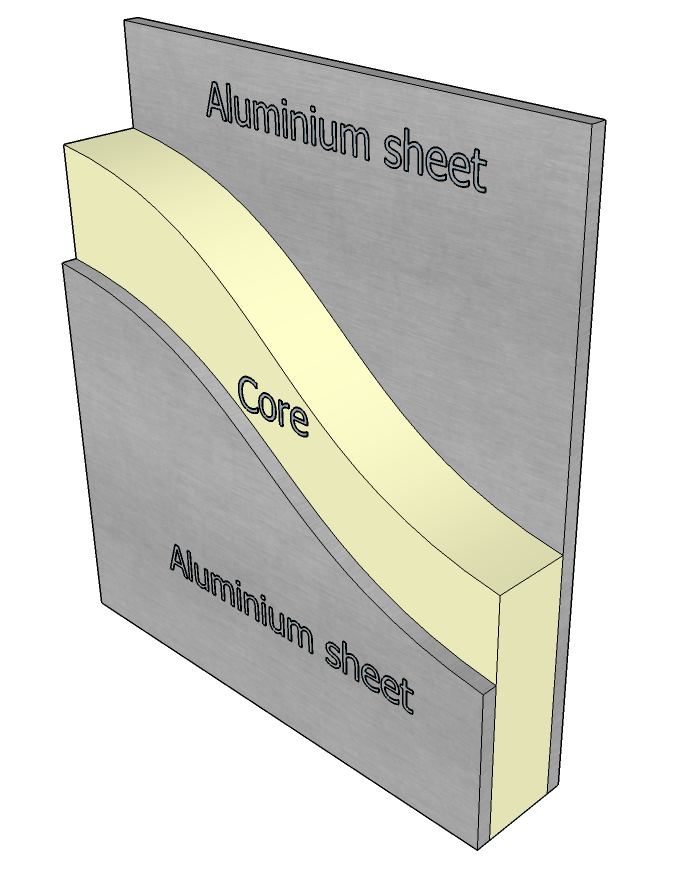
Estructura de un panel sándwich ACM. En el caso de Reynobond PE, el espesor de las láminas de aluminio es de 0,5 mm (0,020 pulgadas) y el espesor total del panel es de 3 mm (0,12 pulgadas), 4 mm (0,16 pulgadas), 6 mm (0,24 pulgadas) (en inglés).

Los expertos en seguridad contra incendios señalaron que el nuevo revestimiento exterior del edificio fue una de las posibles causas de la rápida propagación del incendio. Según los expertos, la brecha entre el revestimiento y el aislamiento funcionó como un "efecto chimenea" para propagar el fuego. Se pudo ver cómo el revestimiento ardía y se derretía, lo que hizo especular con la posibilidad de que no estuviera hecho de un material resistente al fuego. Un residente dijo: "Todo un lado del edificio estaba ardiendo. El revestimiento ardía como una cerilla".
La preocupación por los peligros de los revestimientos exteriores ya había surgido años antes, tras el incendio de unos pisos en Knowsley Heights (Merseyside) en 1991.
Los registros muestran que se pagó a un contratista 2,6 millones de libras esterlinas para instalar un "revestimiento de pantalla contra la lluvia ACM" durante la reciente reforma de la Torre Grenfell. ACM significa "material compuesto de aluminio", también conocido como panel sándwich, cuya combustibilidad depende de la elección del material del núcleo aislante.
Uno de los productos utilizados fue el Reynobond de Arconic, que está disponible con distintos tipos de material de núcleo: polietileno, como el utilizado en la Torre Grenfell (Reynobond PE), o un material más resistente al fuego (Reynobond FR). El revestimiento Reynobond costaba al parecer 24 libras por metro cuadrado (20 libras por yarda cuadrada) para la versión ignífuga, y 22 libras (18 libras) para la versión combustible.
Según el sitio web y el folleto de Arconic para el mercado de Europa continental en el momento del incendio, el revestimiento Reynobond PE utilizado sólo era adecuado para edificios de 10 metros (30') de altura o menos; el Reynobond FR ignífugo era adecuado para edificios de hasta 30 metros (100') de altura; y por encima de esta última altura, como las partes superiores de la Torre Grenfell, debía utilizarse la versión incombustible A2 ("Tan pronto como el edificio esté más alto que las escaleras de los bomberos, debe concebirse con un material incombustible"). Tras el incendio, Arconic dejó de vender Reynobond PE en todo el mundo para bloques de pisos.
Se cree que se han instalado revestimientos similares con material aislante altamente inflamable en otros miles de edificios de gran altura en países como Gran Bretaña, Francia, los EAU y Australia. El Centre for Window and Cladding Technology aconseja que, cuando se utilicen materiales de este tipo en edificios de más de 18 metros, se demuestre mediante pruebas el comportamiento frente al fuego del sistema de revestimiento en su conjunto.
En septiembre de 2014, se presentó a la autoridad una notificación de las normas de construcción para las obras de revestimiento, con la indicación de "Finalizadas-no aprobadas". El uso de una solicitud de control de la construcción de "notificación de construcción" se utiliza para eliminar la necesidad de presentar por adelantado planes y propuestas detallados a un inspector de control de la construcción, cuando las obras realizadas serán aprobadas por el inspector durante el curso de su construcción. El inspector de obras Geoff Wilkinson señaló que este tipo de solicitud es "totalmente inapropiada para grandes edificios complejos y sólo debería utilizarse en edificios domésticos pequeños y sencillos".
El 18 de junio, el Ministro de Hacienda británico, Philip Hammond, declaró que el revestimiento utilizado en la Torre Grenfell estaba prohibido en el Reino Unido. La Torre Grenfell fue inspeccionada 16 veces mientras se colocaba el revestimiento, pero en ninguna de estas inspecciones se observó que se estuvieran utilizando materiales efectivamente prohibidos en edificios altos. Judith Blakeman, concejala laborista local, cuestionó la competencia de los inspectores. Blakeman, representante de los residentes de Grenfell, declaró: "Esto plantea la cuestión de si los funcionarios encargados de las normas de construcción eran suficientemente competentes y si sabían lo que estaban mirando. También plantea una pregunta sobre lo que realmente se les mostró. ¿Se les ocultó algo?".

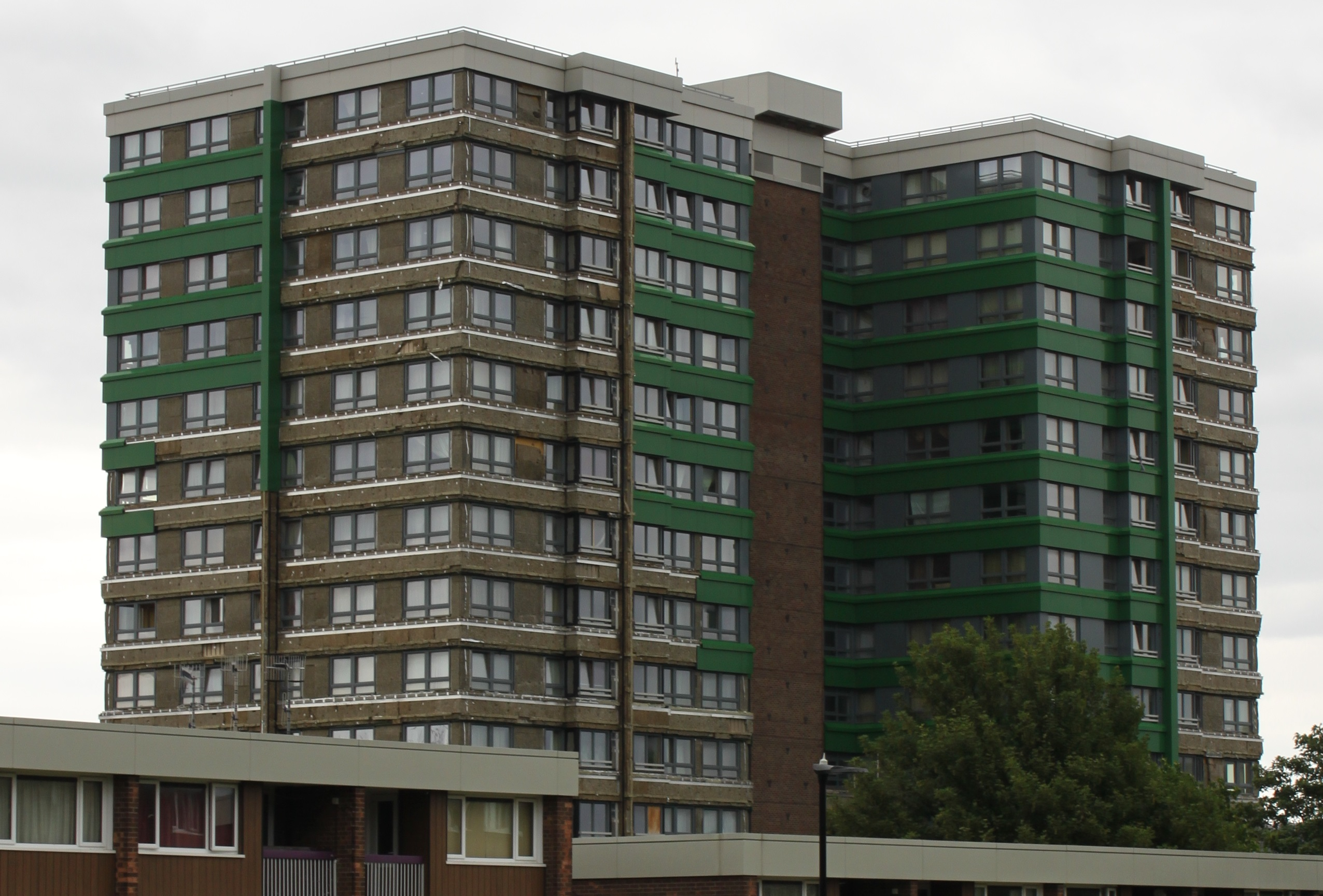
Una torre residencial en Sheffield, con su revestimiento parcialmente retirado después de no pasar las pruebas de seguridad contra incendios tras el incendio de Grenfell.

El Departamento de Comunidades y Gobierno Local declaró que el revestimiento con un núcleo de polietileno "no cumpliría con la normativa de construcción actual. Este material no debe utilizarse como revestimiento en edificios de más de 18 metros de altura". El 31 de julio de 2017, el Departamento publicó los resultados de las pruebas de seguridad contra incendios de los paneles de revestimiento utilizados en la Torre Grenfell, que fueron realizadas por el Building Research Establishment y asignaron al relleno de polietileno una calificación de categoría tres, que designa una falta total de propiedades retardantes de llama.
Los expertos en seguridad contra incendios afirman que las pruebas que el gobierno está realizando únicamente sobre el revestimiento son insuficientes, ya que debería probarse toda la unidad de revestimiento y aislamiento, incluidos los cortafuegos. Los expertos en seguridad contra incendios sostienen además que las pruebas carecen de transparencia, ya que el Gobierno no ha descrito qué pruebas se están llevando a cabo.
Según la empresa estadounidense Arconic, la versión de polietileno del material está prohibida en Estados Unidos para su uso en edificios de más de 12 m (40 pies) de altura, debido al riesgo de propagación del fuego y el humo. Posteriormente, la NPR declaró que casi todas las jurisdicciones de EE. UU. (excepto tres estados y el Distrito de Columbia) han promulgado el requisito del Código Internacional de la Edificación (IBC) de que los conjuntos de paredes exteriores (revestimiento, aislamiento y pared) de los edificios de gran altura con componentes combustibles deben superar una rigurosa prueba de simulación del mundo real promulgada por la Asociación Nacional de Protección contra el Fuego con el nombre de NFPA 285.
Para realizar la prueba, todo el conjunto previsto se construye en un banco de pruebas normalizado de dos plantas de altura, con una abertura de ventana en el centro, y se enciende continuamente con quemadores de gas desde dos ángulos diferentes durante 30 minutos.  El conjunto debe satisfacer numerosos criterios de rendimiento para superarla, incluido el requisito de que las llamas no puedan propagarse más de 3,0 m (10 pies) verticalmente desde la parte superior de la abertura de la ventana o 1,5 m (5 pies) horizontalmente.
Una sola prueba NFPA 285 puede costar más de 30.000 dólares, y certifica sólo un conjunto particular (es decir, una combinación concreta de piezas de fabricantes específicos tal y como se fabrican en la actualidad), lo que significa que cualquier cambio en cualquier pieza utilizada por cualquier motivo requiere una nueva prueba. A mediados de 2017, el revestimiento de ACM con un núcleo de polietileno no había podido superar la prueba NFPA 285 y, por tanto, había estado prohibido en los edificios de gran altura de EE. UU. durante décadas. El Reino Unido no exige el uso de este tipo de simulaciones realistas y permite eludir sus propias pruebas similares a escala real siempre que "los componentes del conjunto de la pared, cuando se prueban individualmente, superen las pruebas de combustibilidad a pequeña escala".

### Aislamiento de poliisocianurato

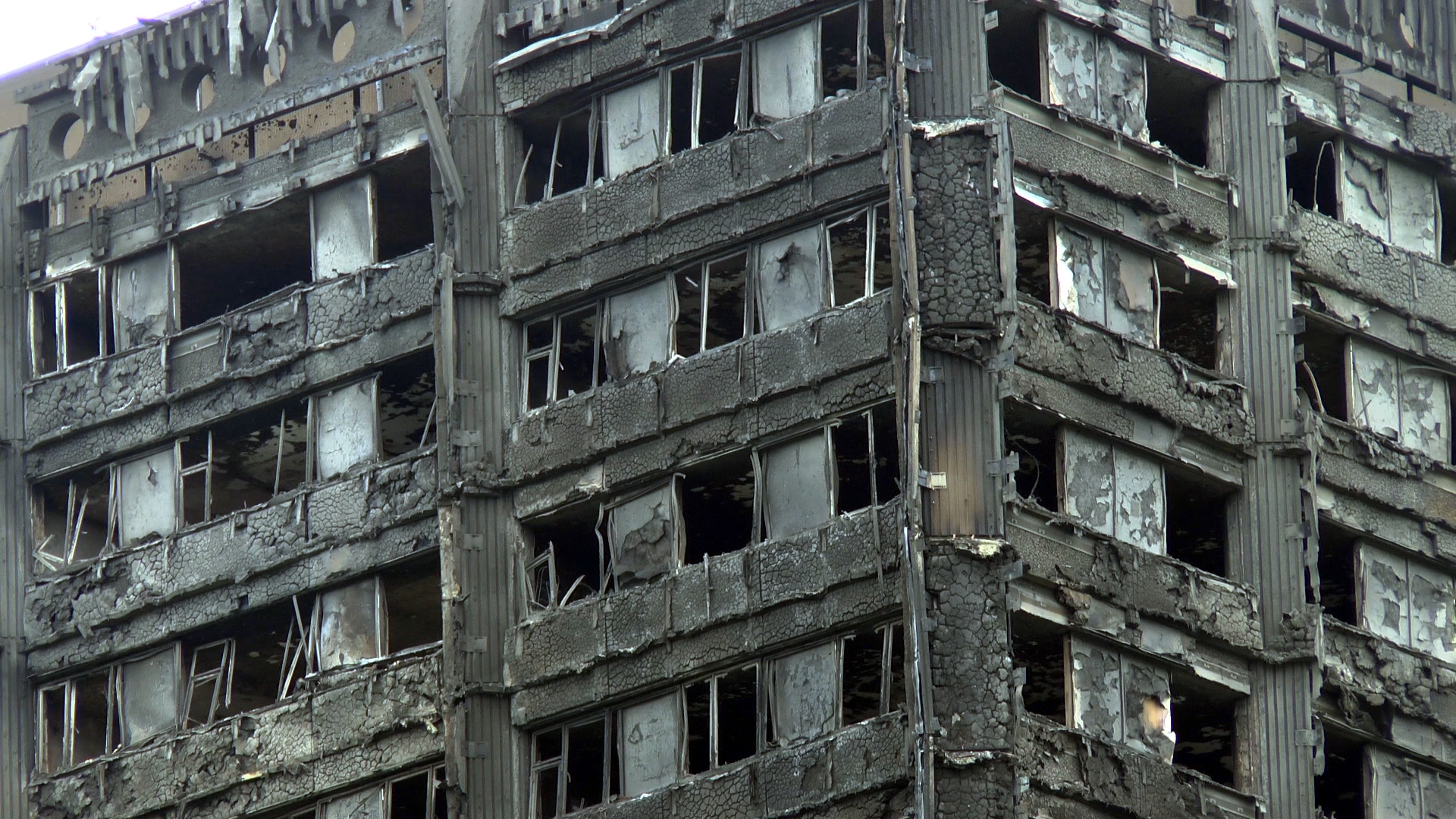
Los pisos superiores de la Torre Grenfell tras el incendio, mostrando el aislamiento quemado, con partes de la estructura original al descubierto debajo. El revestimiento se había fundido.

En la reforma también se utilizó un producto de espuma aislante llamado Celotex RS5000, instalado detrás del revestimiento. La policía dijo que este aislamiento resultó ser "más inflamable que el revestimiento".
Según su ficha técnica, el producto de poliisocianurato (PIR) -cuyos trozos carbonizados se esparcieron por los alrededores de la Torre Grenfell tras el incendio- "arderá si se expone a un fuego de suficiente calor e intensidad". Las espumas aislantes de PIR "arden rápidamente cuando se inflaman y producen calor intenso, humo denso y gases irritantes, inflamables y/o tóxicos", entre ellos monóxido de carbono y cianuro de hidrógeno. La toxicidad de las espumas de poliisocianurato en caso de incendio es bien conocida desde hace tiempo.
Al menos tres supervivientes fueron tratados por envenenamiento con cianuro. La exposición simultánea al monóxido de carbono y al cianuro de hidrógeno es más letal que la exposición a ambos gases por separado.
En la Guía de cumplimiento de las normas de impermeabilización de Celotex, al especificar Celotex RS5000 en edificios de más de 18 metros (59 pies), se establecen las condiciones en las que se ha probado el producto y para las que se ha certificado que cumple las normas de seguridad contra incendios exigidas. Estas condiciones incluyen el uso de paneles de fibrocemento (incombustibles) de 12 mm (0,47 pulgadas), cortafuegos horizontales ventilados en cada borde del forjado y cortafuegos verticales no ventilados. Se indica que cualquier cambio respecto a la configuración probada "deberá ser considerado por el diseñador del edificio".

### Barreras de cavidades
Se ha afirmado que las barreras de cavidades destinadas a evitar la propagación del fuego en el hueco entre la fachada y el edificio (efecto chimenea) eran de tamaño insuficiente y, en algunos casos, estaban mal instaladas, lo que facilitó la propagación del fuego.

### Ventanas
Se ha afirmado que las ventanas y sus marcos instalados como parte de la renovación eran menos resistentes al fuego que las que sustituyeron debido a los materiales utilizados y que las ventanas eran de tamaño insuficiente, lo que requería marcos más grandes. Esto facilitaría la propagación del fuego entre el interior y el exterior del edificio.